# Gornja Borovica
Gornja Borovica je naseljeno mjesto u općini Vareš, Federacija Bosne i Hercegovine, BiH.
Nalazi se u blizini starog kraljevskog grada Bobovca.

## Zemljopis
Smještena je na 1300 metara nadmorske visine, na samom vrhu i s pogledom na sve okolne vrhove, od planine Perun do ostalih koje nose imena staroslavenskih bogova.

## Povijest
U srednjem vijeku područje Borovice je poznato po rudnom bogatstvu, pa se i samo porijeklo stanovnika Borovice povezuje s dolaskom saških rudara, iz Njemačke.
Prvi podaci o Gornjoj i Donjoj Borovici te o broju stanovnika su iz Šematizma Bosne Srebrene iz 1856. godine. Gornja Borovica je imala 18 katoličkih obitelji i 141 katolika. 

## Stanovništvo

### 1991.
Nacionalni sastav stanovništva 1991. godine, bio je sljedeći:
ukupno: 521
- Hrvati - 519
- ostali, neopredijeljeni i nepoznato - 2

### 2013.
Nacionalni sastav stanovništva 2013. godine, bio je sljedeći:
ukupno: 74
- Hrvati - 74